# Xemeneia de la fàbrica Torras Domènech
La Xemeneia de la fàbrica Torras Domènech és una obra de Flaçà (Gironès) inclosa a l'Inventari del Patrimoni Arquitectònic de Catalunya. Corresponia a l'antiga paperera Torras Domènech, que es va posar en marxa el 26 de desembre de 1945.

## Descripció
És un element cònic construït amb filades de totxo massís, amb una base de planta rectangular. Forma part del conjunt de la fàbrica Torras Domènech construïda parcialment amb obra vista. Aquest element arquitectònic s'ha d'entendre lligat al mur d'obra vista de la fàbrica que li dona continuïtat al llarg del carrer.

## Història
Els germans Salvador i Paulí Torras Domènech provenien d'una família de Sant Joan les Fonts amb llarga experiència en la indústria paperera, que es remunta a principis del S.XVIII com es pot veure en un esgrafiat de la fàbrica de Flaçà. Van crear la seva fàbrica l'any 1903 a Bonmatí. Després els hereus de Salvador Torras van traslladar aquella fàbrica a Flaçà, degut a les millors condicions d'infraestructura que oferia el lloc (possibilitat d'energia elèctrica provinent de la Central Elèctrica d'en Vinyals i millors comunicacions per tren i carretera). La fàbrica i la Colònia es van inaugurar el 12 de maig de 1946.